# Buttsu-ji
Buttsu-ji is een boeddhistische tempel in Mihara (Japan). Het is een van de 14 autonome hoofdafdelingen van de Rinzai-school van het Zen-boeddhisme. Het werd in 1397 of in 1399 gebouwd door Kobayakawa Haruhira, de heer van Mihara. De eerste abt was Bottoku Taitsu Zenji. De tempel wordt ook wel genoemd naar zijn stichter.
De huidige locatie de tempel is in Mihara, in de prefectuur Hiroshima, waar in totaal 47 tempels staan.